# Скін-ефект

Розподіл струму в циліндричному провіднику, зображеному в перерізі. Для змінного струму густина струму експоненціально зменшується від поверхні всередину. Глибина скін-сфери, δ, визначається як глибина, де щільність струму становить лише 1/e (приблизно 37%) від значення на поверхні; це залежить від частоти струму та електричних і магнітних властивостей провідника.

 Не плутати з Скін-фактор
Скін-ефе́кт (від англ. skin — шкіра) — явище проникнення електромагнітного поля в провідник на певну глибину, яка називається скін-шар. Водночас, скін-ефект призводить до протікання струму в провіднику в основному в області скін-шару, і, як наслідок, збільшення опору провідника. Тобто скін-ефект — це проходження змінного електричного струму високої частоти не через увесь переріз провідника, а переважно лише в поверхневому шарі.
Інша назва — поверхневий ефект.
Глибина скін-шару визначається формулою
{\displaystyle \delta ={\frac {c}{\sqrt {8\pi \mu \sigma \nu }}}}
де {\displaystyle \delta } — глибина скін-шару, с — швидкість світла, {\displaystyle \mu } — магнітна проникність речовини провідника, {\displaystyle \sigma } — електропровідність, {\displaystyle \nu } — лінійна частота.
Густина струму в провіднику спадає від поверхні експоненційно:
{\displaystyle j=j_{0}e^{-x/\delta }\,}
де j — густина струму, а x — віддаль від поверхні.
За аналогічним законом спадають також напруженість електричного і магнітного полів електромагнітної хвилі.
Глибина скін-шару зменшується зі збільшенням частоти. Якщо при частоті 50 Гц глибина скін-шару в міді становить 0,7 см, то на частоті 0,5 МГц — 0,007 см.
Скін-ефект призводить до збільшення опору провідника високочастотному струму. Це збільшення стає помітним тоді, коли радіус провідника має однаковий порядок величини з глибиною скін-шару. При частоті 1 МГц опір мідного провідника з діаметром 2 мм збільшується майже в 7 разів, а отже збільшуються втрати на нагрівання провідника.

## Наслідки скін-ефекту
Скін-ефект призводить до нагрівання провідників у електронних пристроях, зокрема у мікропроцесорах, відтак накладає обмеження на підвищення, наприклад, тактової частоти, на якій працює комп'ютер.